# Dave Freeman Open 2020
Die Dave Freeman Open 2020 fanden vom 21. bis zum 23. Februar 2020 in San Diego statt. Es war die 63. Austragung dieser internationalen Meisterschaften im Badminton.

## Sieger und Platzierte
| Disziplin    | Gold                       | Silber                   | Bronze                         |
| ------------ | -------------------------- | ------------------------ | ------------------------------ |
| Herreneinzel | Febriyan Irvannaldy        | Mark Alcala              | Kelvin Chong                   |
| Herreneinzel | Febriyan Irvannaldy        | Mark Alcala              | Joshua Yang                    |
| Dameneinzel  | Yiling Kang                | Megumi Taruno            | Esther Shi                     |
| Dameneinzel  | Yiling Kang                | Megumi Taruno            | Katelin Ngo                    |
| Herrendoppel | Rahmat Adianto Mark Alcala | Vinson Chiu Tony Gunawan | Kennevic Asuncion Henry Tang   |
| Herrendoppel | Rahmat Adianto Mark Alcala | Vinson Chiu Tony Gunawan | Joshua Yang Joshua Yuan        |
| Damendoppel  | Jenna Gozali Megumi Taruno | Katelin Ngo Esther Shi   | Kuei Ya Chen Jing Zhang        |
| Damendoppel  | Jenna Gozali Megumi Taruno | Katelin Ngo Esther Shi   | Sruthi Joshy Yiling Kang       |
| Mixed        | Vinson Chiu Jenna Gozali   | Joshua Yang Esther Shi   | Kennevic Asuncion Kuei Ya Chen |
| Mixed        | Vinson Chiu Jenna Gozali   | Joshua Yang Esther Shi   | Mark Alcala Megumi Taruno      |